# Thing (seriefigur)

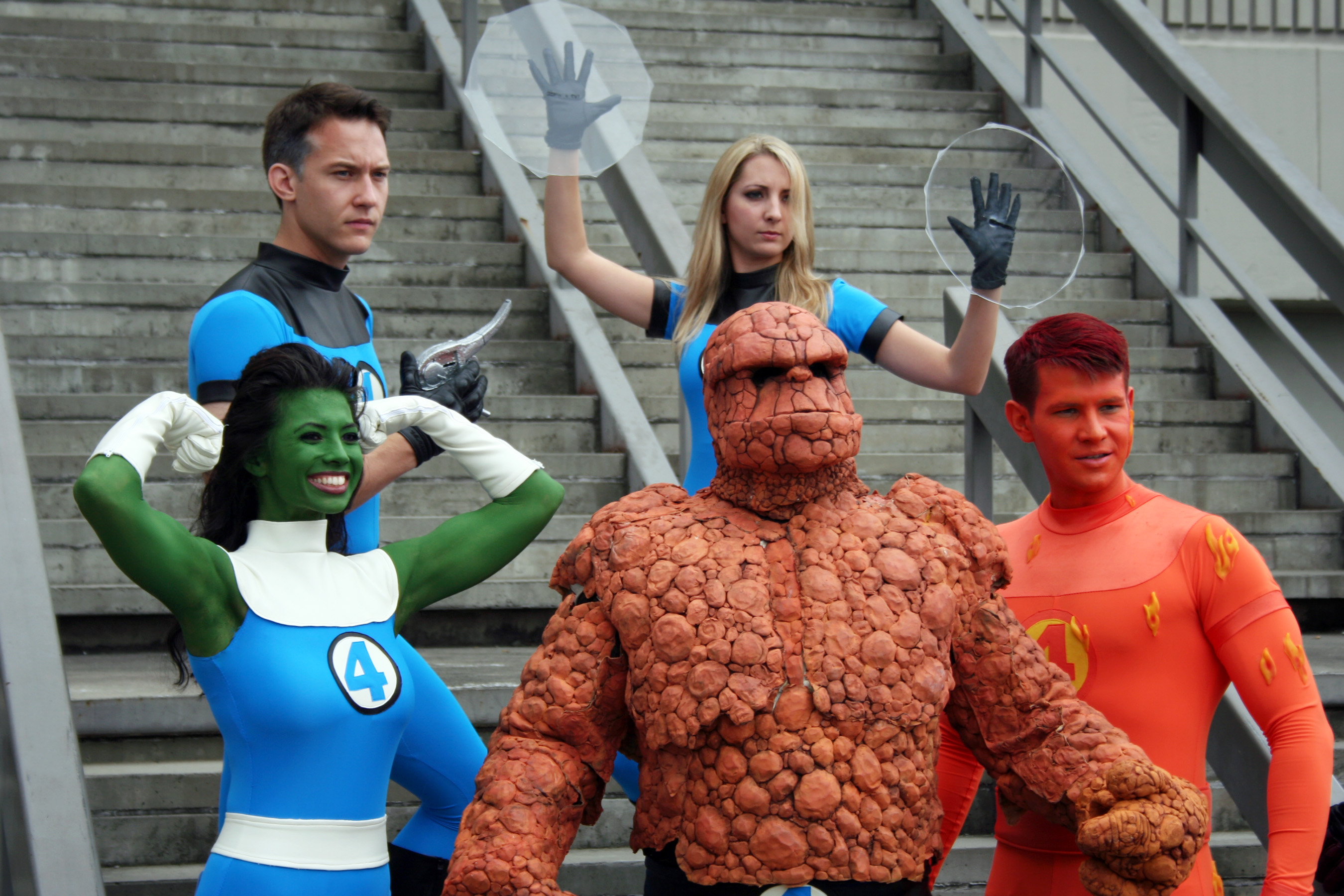
Cosplay av the fantastic four på Dragon Con 2011

The Thing (på svenska tidigare kallad Big Ben) är en seriefigur och superhjälte som är medlem i Fantastic Four, skapad av Stan Lee och Jack Kirby på serieförlaget Marvel Comics.
Under olyckan som startade Fantastic Four blev den ovillige piloten Ben Grimm förvandlad till ett halvtons monster med stora krafter, inte helt olik Hulk, fast med bibehållen intelligens. Hans stridsrop är "Det är dunkardags!" (eng. It's Clobberin' Time!)
När han först översattes till svenska för Williams Förlag 1967–1969 hette han Bamsen.

## Krafter
Things främsta kraft är hans övermänskliga styrka. I de tidiga serierna kunde han lyfta 5 ton, men på senare tid anger många gånger större vikter som 85 ton. Han har dessutom ett hårt, stenaktigt skinn och övermänsklig uthållighet.